# Einar Rudskog

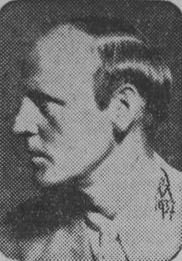
Einar Rudskog

Einar (L:son) Rudskog, född 7 augusti 1887 i Rudskoga socken, död 11 oktober 1955 var en svensk arkitekt.

## Biografi

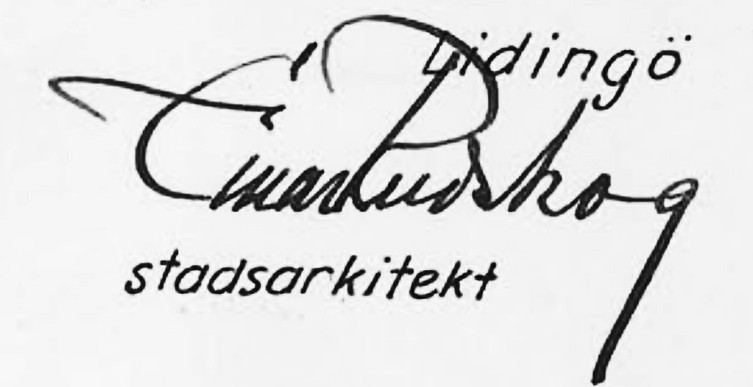
Rudskogs namnteckning.

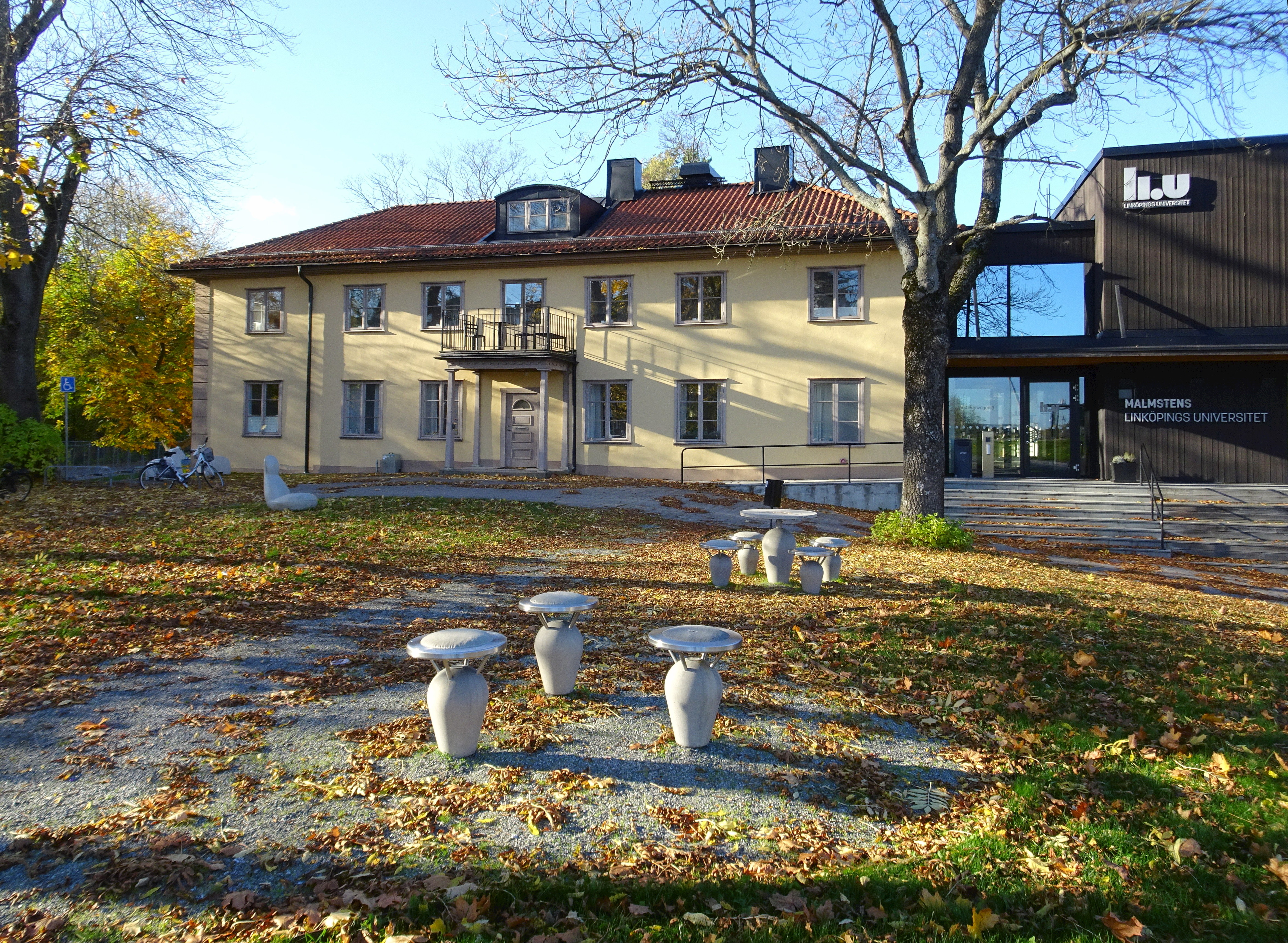
Bodals gård i oktober 2021.

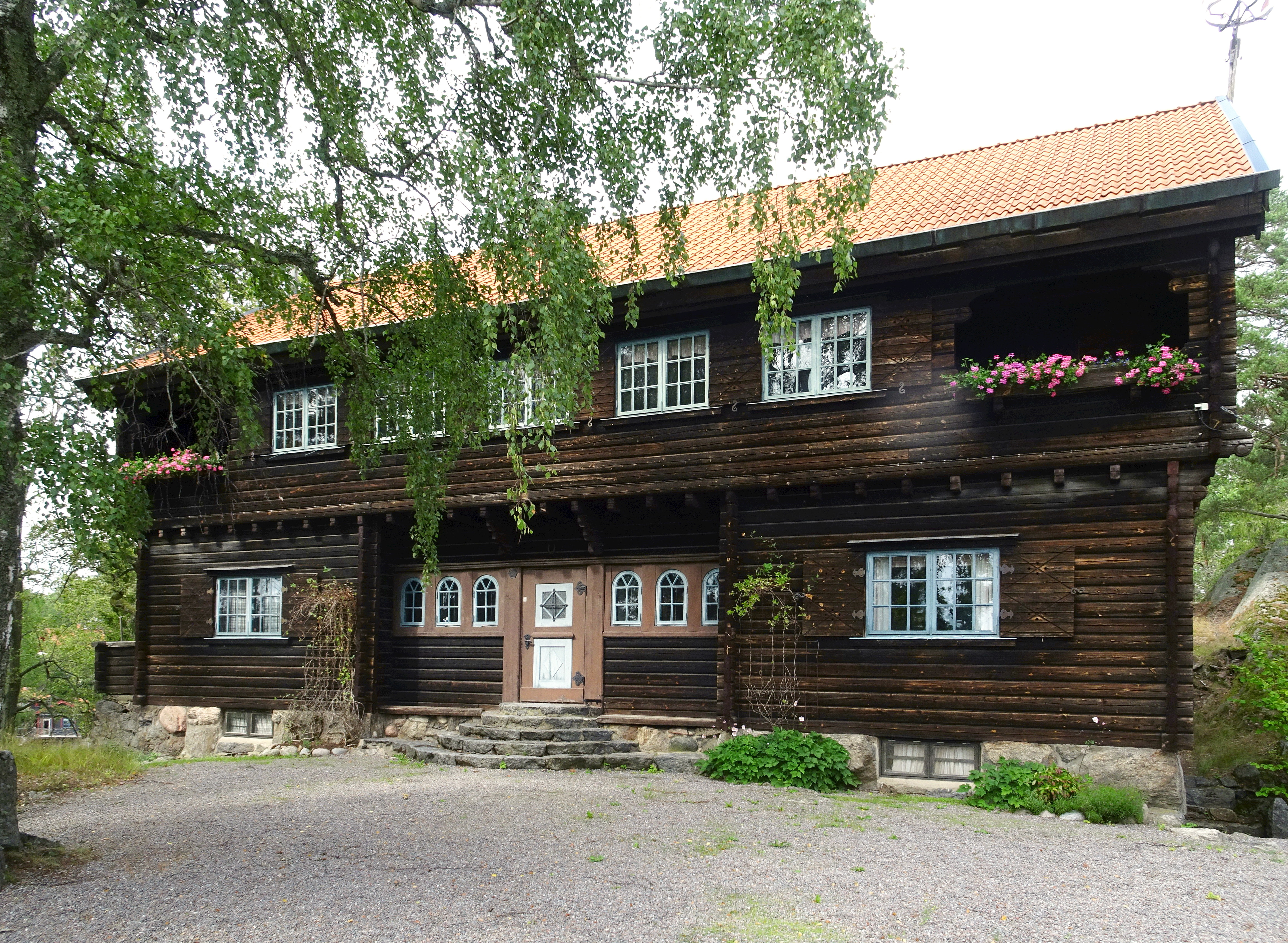
Kulturella Folkdansgillets gillestuga, 1920

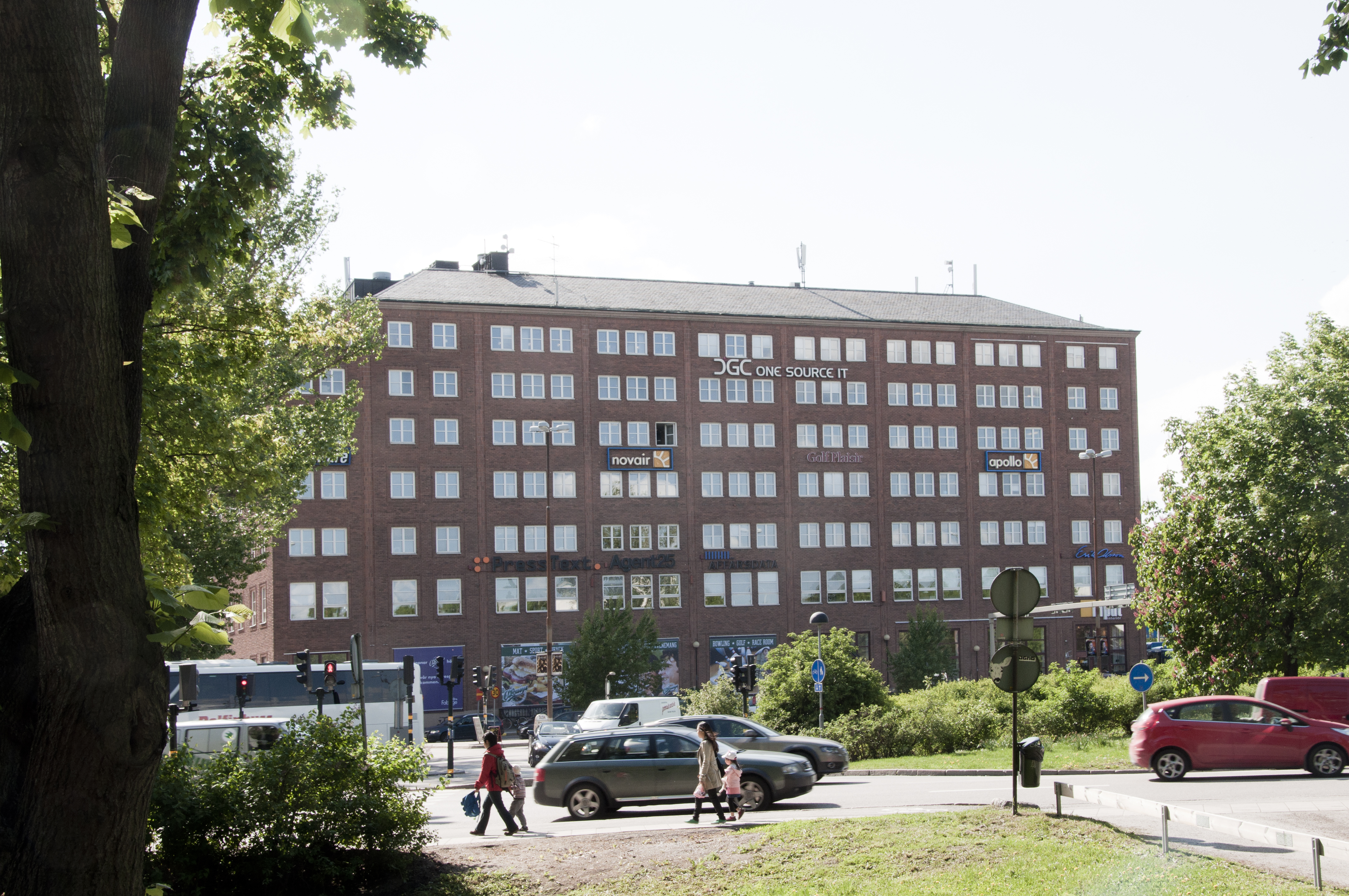
Saxon & Lindströms förlagshus

Efter studier vid Tekniska Skolan i Kristinehamn praktiserade Rudskog i tre år på arkitektkontor i Stockholm. Han hade dessförinnan praktiserat inom byggnadskonsten som snickare, murare, förman och verkmästare. Därefter följde arkitekturstudier vid polyteknisk skola i Tyskland.
Rudkvist blev byggnadskonsulent i Nationalföreningen mot emigrationen 1914–1920. Han var därefter arkitekt och föreståndare för AB Svensk Jordförmedlings ritkontor och byggnadsbyrå från 1920. Han var arkitekt i Stockholms stads koloniträdgårdsråd samt i Odlingssällskapet Stockholm med omnejd från 1921.
Från 1922 drev han egen arkitektverksamhet i huvudstaden. 1926 utnämndes han till arkitekt och byggnadsinspektör för Näsby stads planlagda områden och 1927 var han byggnadskontrollant och arkitekt för Lidingö stad 1927.
Einar Rudskog blev utsedd till Lidingös stadsarkitekt 1940 och hade dessförinnan ritat många villor på Lidingö, bland annat i den södra delen av Hersby och i Brevik på 1930-talet. Einar Rudskog blev anlitad för framtagning av ritningar till om- och tillbyggnaden av Bodals gård 1934 på uppdrag av justitierådet Birger Wedberg. Bodals gård byggdes ihop med Carl Malmstensskolans lokaler som uppfördes 2008–2009.
Einar Rudskog författade även ett antal böcker på 1920-30-talet.

## Projekt och enskilda fastigheter
- Projektering av kolonilotter och typhus för Bergshamra koloniområde, 1919-20, ursprungligen ett odlingsområde på 33 ha som Odlingssällskapet Stockholms Omnejd arrenderade av staten. Einar Rudskog ritade upp odlingslotterna och flertalet av tomterna fick en byggnadsrätt med stugor på 22 m². Rudskog gjorde fyra typritningar efter vilka medlemmarna i koloniföreningen själva kunde bygga. Hans intentioner var att stugorna skulle vara enhetliga och motsvara idealbilden av det äktsvenska faluröda torpet med vita knutar och snickerier. Planlösningen anpassades till en medelstor barnfamiljs behov med ett större rum på 12 m², ett kök på cirka 7 m² och en farstu på 2 m² med lucka i taket.[2]
- Kulturella Folkdansgillets gillestuga, Tyresö kommun, Långsjövägen 63, uppförd 1920 (byggnadsminne sedan 2012).
- Villa i 2 plan på fastigheten Loke 13, Lidingö kommun, Vasavägen 25, uppförd 1931.
- Saxon & Lindströms förlagshus, Sveavägen 145, Stockholm, 1951-1954.
- Flera bostadshus i bostadsområdet Torsviksplatån, 1949-1951.

### Fotnoter
1. ↑  Einar Rudskog, Libris 4 poster
2. ↑   Bergshamra koloniförening, historia.

### Webbkällor
- Rudskog, Einar
- Vem är det? (1945)
- Stockholms läns museum, Brevik-Enriset.[död länk]
- Stockholms läns museum, Hersby-södra delen[död länk]